# Suka Kaya
Suka Kaya is een bestuurslaag in het regentschap Empat Lawang van de provincie Zuid-Sumatra, Indonesië. Suka Kaya telt 1832 inwoners (volkstelling 2010).